# Pipistrellus pipistrellus
Pipistrellus pipistrellus là một loài động vật có vú trong họ Dơi muỗi, bộ Dơi. Loài này được Schreber mô tả năm 1774.

## Hình ảnh

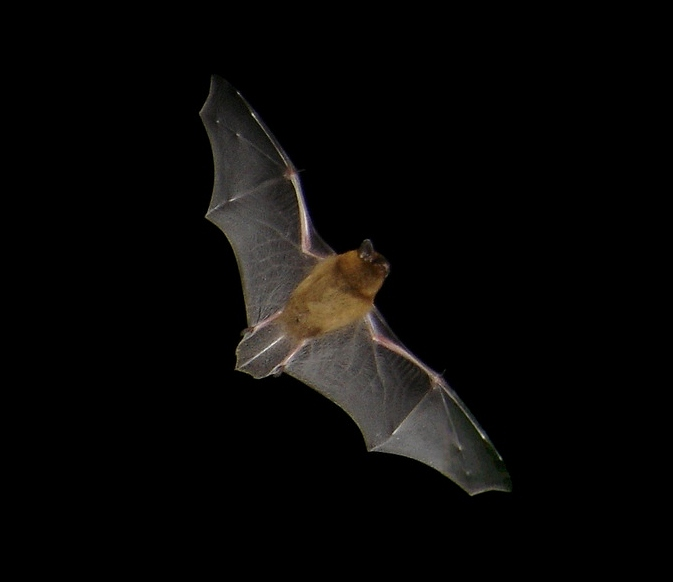
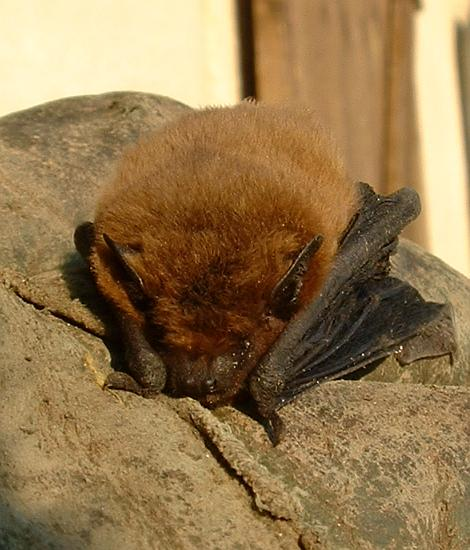
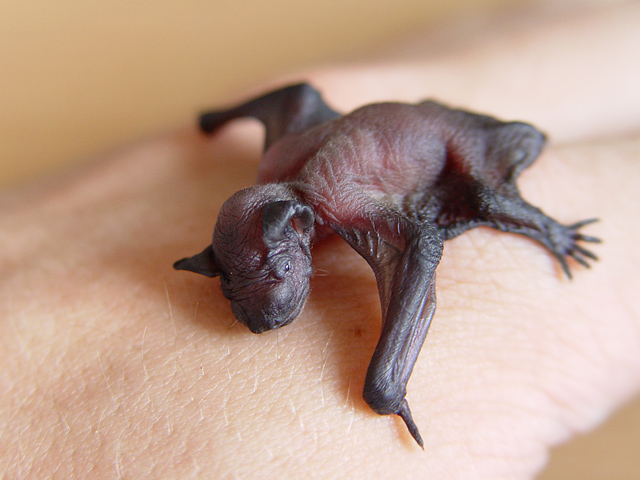
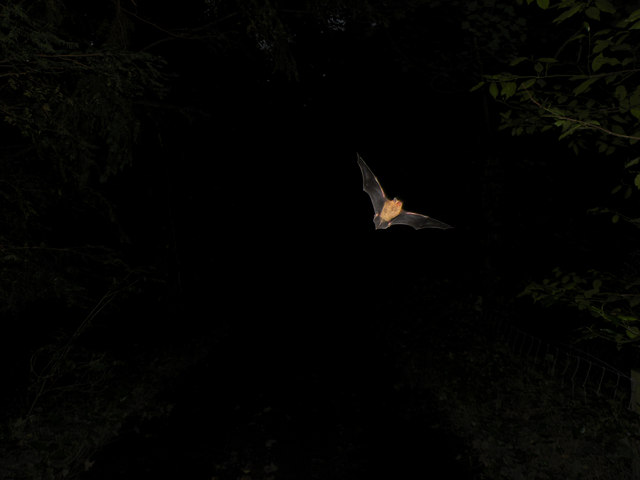